# Anni Ver (cèsar)
Anni Ver (en llatí Marcus Annius Verus Caesar) va ser un dels fills de l'emperador Marc Aureli i de Faustina Menor.
Va néixer el 163, dos anys després de Còmmode i el seu bessó Antoní Gemí. A la mort d'aquest darrer el 165, Còmmode i Ver van ser elevats al rang de cèsars (octubre del 166) a petició de Luci Aureli Ver a la seva tornada d'Orient. Anni Ver va gaudir poc d'aquest dignitat, ja que va morir a Praeneste el 170 quan tenia 7 anys, d'un tumor sota l'orella, just quan el seu pare estava a punt de sortir en expedició contra els marcomans.